# SPORTident

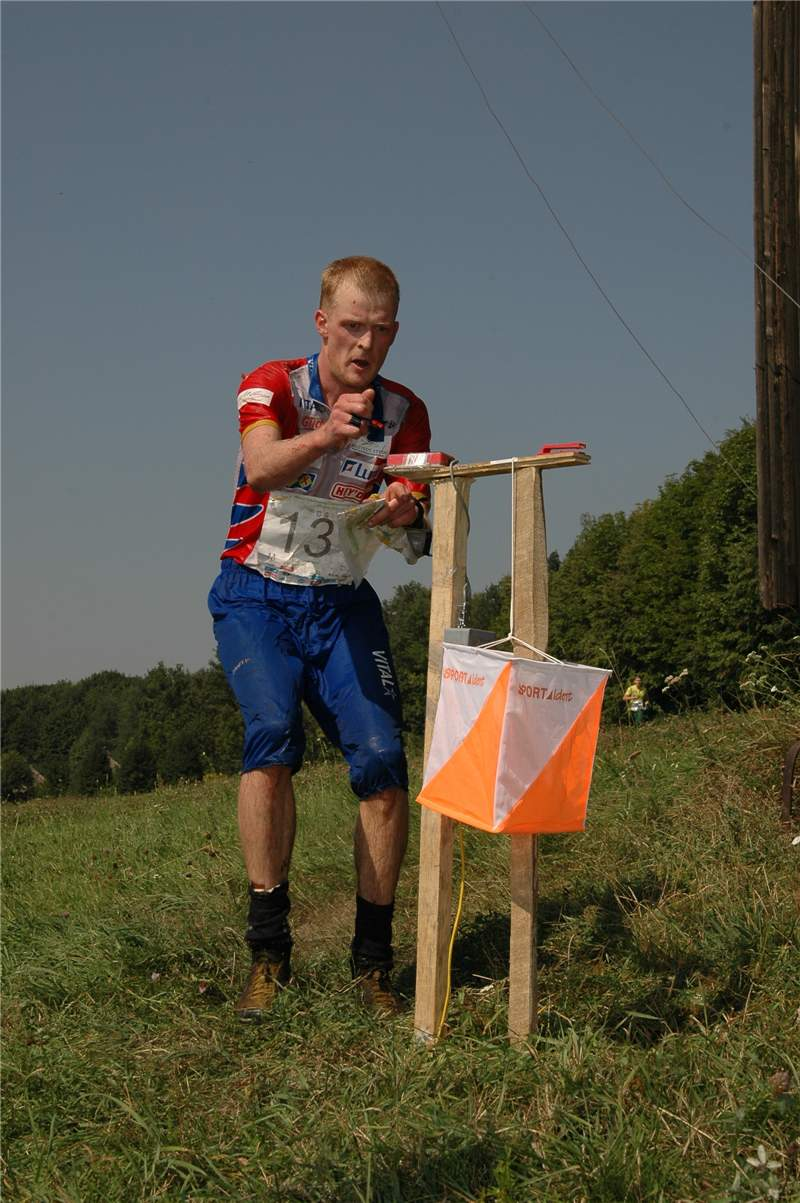
Un atleta esegue la punzonatura presso un punto di controllo equipaggiato con il sistema SPORTident

SPORTident o Sicard è un sistema di punzonatura utilizzato dagli orientisti durante le competizioni o talvolta anche negli allenamenti. Il sistema è stato sviluppato intorno a 1997 ed è il sistema  più utilizzato nello sport dell'orientamento. Ogni lanterna ha una stazione, ovvero una scatola elettronica che registra sulla memoria dello SPORTident il passaggio dell'atleta in quel luogo in quell'istante. Alla fine del percorso è così possibile scaricare la memoria su un computer (o semplicemente stamparla) e scoprire il tempo totale e quello fra ogni punto visitato. Ogni atleta ha il suo SPORTident per poter punzonare.
Lo SPORTident è usato spessissimo nell'orientamento, più raramente in altri sport come il golf, il triathlon, il ciclismo, la corsa, il pattinaggio e l'equitazione.